# Saint-Étienne-le-Molard
Saint-Étienne-le-Molard település Franciaországban, Loire megyében. Lakosainak száma 1032 fő (2022. január 1.). Saint-Étienne-le-Molard Montverdun, Poncins, Sainte-Agathe-la-Bouteresse és Sainte-Foy-Saint-Sulpice községekkel határos.

## Népesség
A település népessége az elmúlt években az alábbi módon változott:
| Lakosok száma | 620  | 630  | 625  | 874  | 991  | 1006 | 1019 | 1025 | 1028 | 1032 |
|               | 1968 | 1982 | 1990 | 2006 | 2013 | 2015 | 2017 | 2019 | 2020 | 2022 |